# Chiré-en-Montreuil
Pour les articles homonymes, voir Montreuil.
Chiré-en-Montreuil est une commune du centre-ouest de la France, située dans le département de la Vienne  en région Nouvelle-Aquitaine.
Ses habitants sont appelés les Chiréens.

## Géographie
La commune abrite une trentaine de hameaux.
La plus grande métropole à proximité est Tours, Paris est à 298 km.

### Communes limitrophes
| Maillé Ayron | Frozes             |         |
|              | Chiré-en-Montreuil | Vouillé |
| Latillé      | Boivre-la-Vallée   |         |

### Géologie et relief
Les paysages de la commune de Chiré-en-Montreuil sont formés de bocages, de plaines de champs ouverts et de vallée.
Les sols de la commune se composent:
- pour 17 % par des groies pour les plaines; les groies sont des terres du sud-ouest de la France, argilo-calcaires, peu profondes  - en général de moins de 50 cm d’épaisseur – et  plus ou moins riches en cailloux. Elles sont fertiles et saines et donc, propices à la polyculture céréalière mais elles s’assèchent vite ;
- pour 46 % par des bornais (ce sont des sols brun clair sur limons, profonds et humides, à tendance siliceuse) et pour 26 % par de l'argile à silex peu profondes pour les parties correspondantes aux plateaux du Seuil du Poitou ;
- pour 11 % par du calcaire pour les vallées.

### Hydrographie
Le territoire de la commune est traversé par 11 km de cours d'eau dont les principaux sont l'Auxance pour une longueur de 6 km et la Vendelogne pour une longueur de 4 km. Des inondations et des coulées de boue ont eu lieu au cours des hivers de 1982, 1994, 1995, 1999 et 2010.

### Climat
Pour des articles plus généraux, voir Climat de la Nouvelle-Aquitaine et Climat de la Vienne.
Historiquement, la commune est exposée à un climat océanique du nord-ouest.  
En 2020, Météo-France publie une typologie des climats de la France métropolitaine dans laquelle la commune est exposée à un climat océanique altéré et est dans la région climatique  Poitou-Charentes, caractérisée par un bon ensoleillement, particulièrement en été et des vents modérés.
Pour la période 1971-2000, la température annuelle moyenne est de 11,5 °C, avec une amplitude thermique annuelle de 14,8 °C. Le cumul annuel moyen de précipitations est de 711 mm, avec 11,3 jours de précipitations en janvier et 6,9 jours en juillet. Pour la période 1991-2020, la température moyenne annuelle observée sur la station météorologique la plus proche, située sur la commune de Vouillé à 3,24 km à vol d'oiseau, est de 12,3 °C et le cumul annuel moyen de précipitations est de 656,6 mm,. Pour l'avenir, les paramètres climatiques de la commune estimés pour 2050 selon différents scénarios d'émission de gaz à effet de serre sont consultables sur un site dédié publié par Météo-France en novembre 2022.

### Voies de communication et transports
La gare la plus proche est celle de Poitiers situé à 16,5 km qui accueille le TGV, ou celle du Futuroscope située à 19 km. L'aéroport le plus proche est celui de Poitiers, puis celui de Niort, situé à 54,9 km.

## Urbanisme

### Typologie
Au 1er janvier 2024, Chiré-en-Montreuil est catégorisée commune rurale à habitat dispersé, selon la nouvelle grille communale de densité à sept niveaux définie par l'Insee en 2022.
Elle est située hors unité urbaine. Par ailleurs la commune fait partie de l'aire d'attraction de Poitiers, dont elle est une commune de la couronne,. Cette aire, qui regroupe 97 communes, est catégorisée dans les aires de 200 000 à moins de 700 000 habitants,.

### Occupation des sols
L'occupation des sols de la commune, telle qu'elle ressort de la base de données européenne d’occupation biophysique des sols Corine Land Cover (CLC), est marquée par l'importance des territoires agricoles (76,5 % en 2018), une proportion sensiblement équivalente à celle de 1990 (77,1 %). La répartition détaillée en 2018 est la suivante : 
terres arables (57,8 %), forêts (20,8 %), zones agricoles hétérogènes (15,7 %), prairies (2,9 %), zones urbanisées (2,7 %). L'évolution de l’occupation des sols de la commune et de ses infrastructures peut être observée sur les différentes représentations cartographiques du territoire : la carte de Cassini (XVIIIe siècle), la carte d'état-major (1820-1866) et les cartes ou photos aériennes de l'IGN pour la période actuelle (1950 à aujourd'hui).

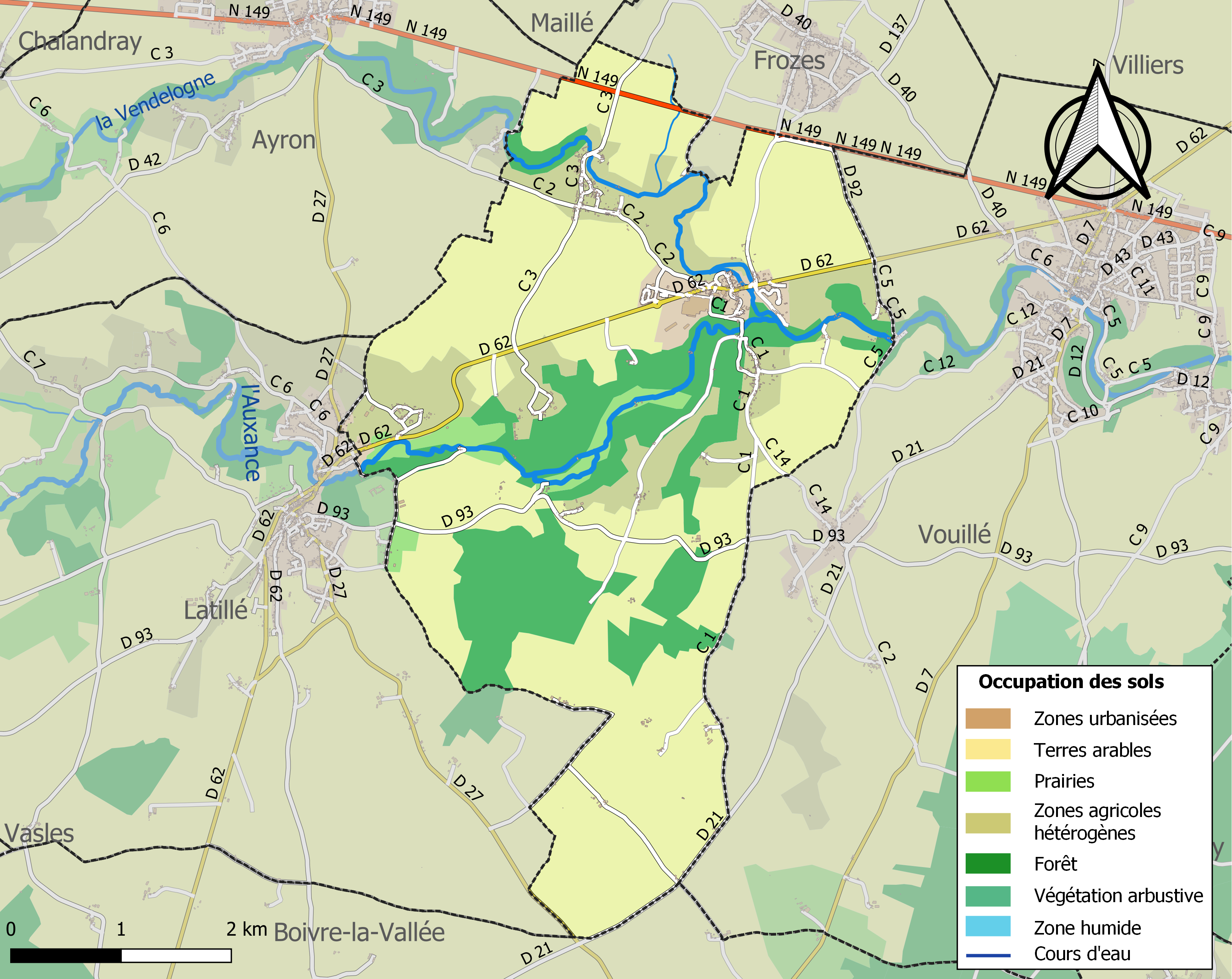
Carte des infrastructures et de l'occupation des sols de la commune en 2018 (CLC).

### Risques majeurs
Le territoire de la commune de Chiré-en-Montreuil est vulnérable à différents aléas naturels : météorologiques (tempête, orage, neige, grand froid, canicule ou sécheresse), inondations, mouvements de terrains et séisme (sismicité modérée). Il est également exposé à un risque technologique, le transport de matières dangereuses. Un site publié par le BRGM permet d'évaluer simplement et rapidement les risques d'un bien localisé soit par son adresse soit par le numéro de sa parcelle.

#### Risques naturels
Certaines parties du territoire communal sont susceptibles d’être affectées par le risque d’inondation par débordement de cours d'eau, notamment l'Auxance et la Vendelogne. La commune a été reconnue en état de catastrophe naturelle au titre des dommages causés par les inondations et coulées de boue survenues en 1982, 1983, 1993, 1995, 1999 et 2010,.

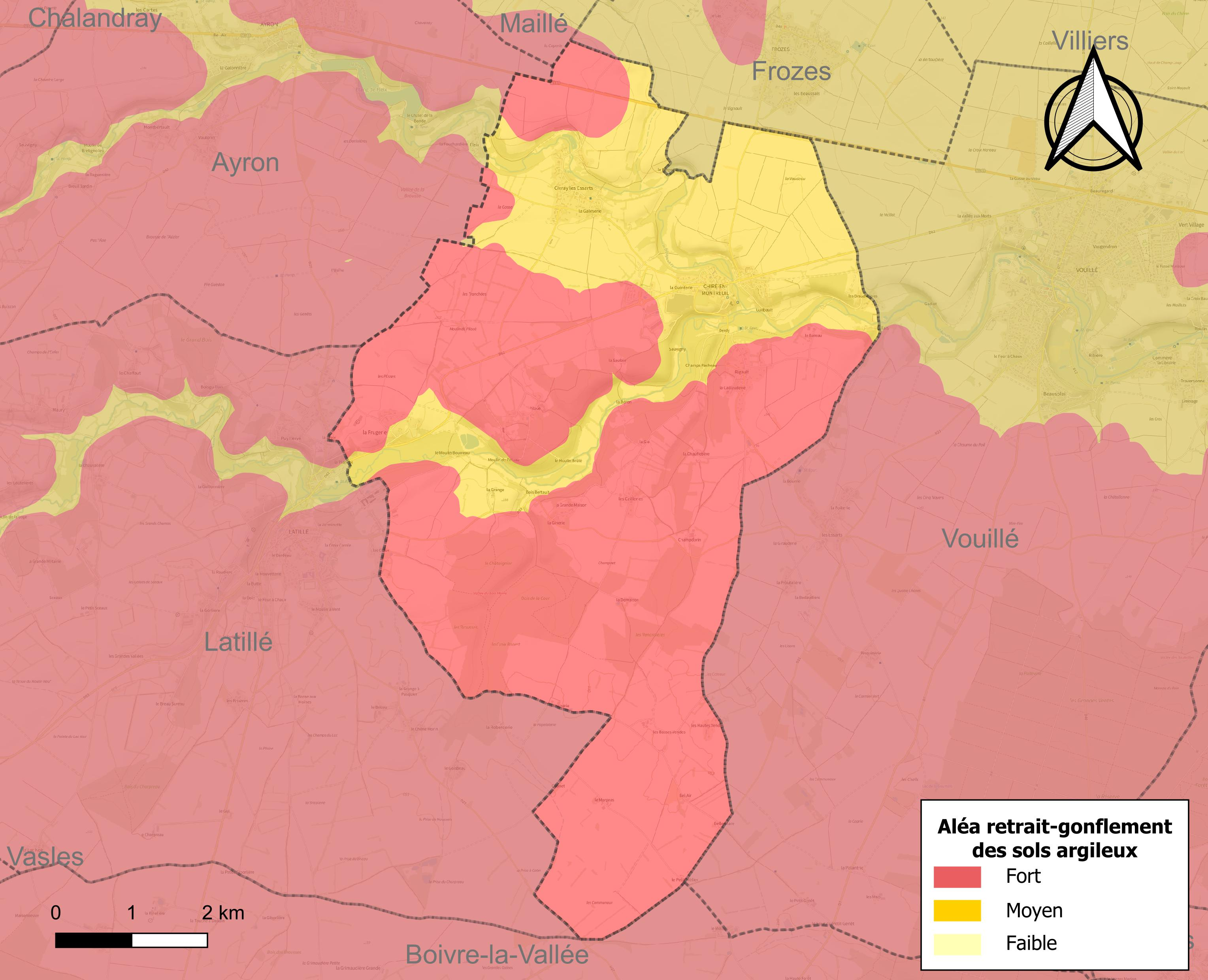
Carte des zones d'aléa retrait-gonflement des sols argileux de Chiré-en-Montreuil.

Les mouvements de terrains susceptibles de se produire sur la commune sont des affaissements et effondrements liés aux cavités souterraines (hors mines) et des tassements différentiels. Afin de mieux appréhender le risque d’affaissement de terrain, un inventaire national permet de localiser les éventuelles cavités souterraines sur la commune. Le retrait-gonflement des sols argileux est susceptible d'engendrer des dommages importants aux bâtiments en cas d’alternance de périodes de sécheresse et de pluie. La totalité de la commune est en aléa moyen ou fort (79,5 % au niveau départemental et 48,5 % au niveau national). Depuis le 1er octobre 2020, en application de la loi ÉLAN, différentes contraintes s'imposent aux vendeurs, maîtres d'ouvrages ou constructeurs de biens situés dans une zone classée en aléa moyen ou fort,.
La commune a été reconnue en état de catastrophe naturelle au titre des dommages causés par la sécheresse en 2005 et 2017 et par des mouvements de terrain en 1999 et 2010.

## Toponymie
Le nom du bourg proviendrait pour Chiré de chiron qui désigne un tas de pierre ou d'un patronyme gaulois Carius issu de l'adjectif caro signifiant domaine de. Le rajout de Montreuil rappelle l'appartenance du fief de Chiré aux seigneurs de Montreuil-Bonin. Montreuil proviendrait du latin monasteriolum diminutif de monasterium qui signifie monastère.

## Politique et administration

### Liste des maires
| Période                                  | Période                   | Identité          | Étiquette | Qualité               |
| ---------------------------------------- | ------------------------- | ----------------- | --------- | --------------------- |
| Les données manquantes sont à compléter. |                           |                   |           |                       |
|                                          | (Seconde Guerre mondiale) | Léon Saurois      |           |                       |
| mars 1995                                | septembre 2006            | Jean-Marie Gateau |           |                       |
| septembre 2006                           | 2020                      | Nathalie Guillet  | MoDem     |                       |
| 2020                                     | En cours                  | Ibrahim Bichara   |           | Professeur des écoles |

### Instances judiciaires et administratives
La commune relève du tribunal d'instance de Poitiers, du tribunal de grande instance de Poitiers, de la cour d'appel  Poitiers, du tribunal pour enfants de Poitiers, du conseil de prud'hommes de Poitiers, du tribunal de commerce de Poitiers, du tribunal administratif de Poitiers et de la cour administrative d'appel  de  Bordeaux, du tribunal des pensions de Poitiers, du tribunal des affaires de la Sécurité sociale de la Vienne, de la cour d’assises de la Vienne.

### Services publics
Les réformes successives de La Poste ont conduit à la fermeture de nombreux bureaux de poste ou à leur transformation en simple relais. Toutefois, la commune a pu maintenir le sien.

## Population et société

### Démographie
L'évolution du nombre d'habitants est connue à travers les recensements de la population effectués dans la commune depuis 1793. Pour les communes de moins de 10 000 habitants, une enquête de recensement portant sur toute la population est réalisée tous les cinq ans, les populations de référence des années intermédiaires étant quant à elles estimées par interpolation ou extrapolation. Pour la commune, le premier recensement exhaustif entrant dans le cadre du nouveau dispositif a été réalisé en 2008.

En 2022, la commune comptait 923 habitants, en évolution de +1,21 % par rapport à 2016 (Vienne : +0,6 %, France hors Mayotte : +2,11 %).
| 1793 | 1800 | 1806 | 1821 | 1831 | 1836 | 1841 | 1846 | 1851 |
| ---- | ---- | ---- | ---- | ---- | ---- | ---- | ---- | ---- |
| 612  | 654  | 507  | 824  | 850  | 927  | 921  | 956  | 987  |

| 1856 | 1861 | 1866 | 1872 | 1876 | 1881 | 1886 | 1891 | 1896 |
| ---- | ---- | ---- | ---- | ---- | ---- | ---- | ---- | ---- |
| 983  | 962  | 932  | 975  | 954  | 914  | 922  | 874  | 840  |

| 1901 | 1906 | 1911 | 1921 | 1926 | 1931 | 1936 | 1946 | 1954 |
| ---- | ---- | ---- | ---- | ---- | ---- | ---- | ---- | ---- |
| 851  | 835  | 827  | 801  | 766  | 721  | 721  | 680  | 631  |

| 1962 | 1968 | 1975 | 1982 | 1990 | 1999 | 2006 | 2008 | 2013 |
| ---- | ---- | ---- | ---- | ---- | ---- | ---- | ---- | ---- |
| 608  | 581  | 554  | 578  | 656  | 804  | 857  | 868  | 900  |

| 2018 | 2022 | - | - | - | - | - | - | - |
| ---- | ---- | - | - | - | - | - | - | - |
| 912  | 923  | - | - | - | - | - | - | - |

Les dernières statistiques démographiques pour le bourg ont été fixées en 2009 et publiées par l'INSEE en 2012. La population est de 895 habitants. À cela, il faut soustraire les résidences secondaires soit 25 personnes. La population permanente est donc de 870 personnes sur le sol de la commune.
L'évolution des naissances et décès à de 1968 à 2007 est la suivante
- Entre 1999 et 2007 : 102 naissances et 51 décès.
- Entre 1990 et 1999 : 87 naissances et 55 décès.
- Entre 1982 et 1990 : 61 naissances et 60 décès.
- Entre 1975 et 1982 : 39 naissances et 42 décès.
- Entre 1968 et 1975 : 47 naissances et 55 décès.

La répartition de la population par âge en 1999 et en 2007 est la suivante:
- de 0 à 14 ans : 194 habitants (153 en 1999).
- de 15 à 29 ans : 120 habitants (170 en 1999).
- de 30 à 44 ans : 209 habitants (210 en 1999).
- de 45 à 59 ans : 186 habitants (118 en 1999).
- de 60 à 74 ans : 98 habitants (115 en 1999).
- de 75 ans ou plus : 56 habitants (38 en 1999).

La répartition de la population par sexe et par âge en 2007 est la suivante :
- de 0 à 19 ans, homme : 136 et femme : 103.
- de 20 à 64 ans, homme : 251 et femme : 250.
- de 65 ans et plus habitant : 59 et femme : 63.

En 2008,selon l'Insee, la densité de population de la commune était de 41 hab./km2, 61 hab./km2 pour le département de la Vienne, 68 hab./km2 pour la région Poitou-Charentes et 115 hab./km2pour la France.

### Enseignement
La commune de Chiré-en-Montreuil dépend de l'Académie de Poitiers et son école primaire de l'Inspection académique de la Vienne.

## Économie
Il reste une épicerie et une librairie-papeterie-journaux en 2009 selon l'INSEE.
1145 emplois sont localisés sur la commune dont 565 dans le secteur de la fabrication et 165 dans le secteur des transports et de la logistique. (INSEE, en 2007).
La commune abrite au total 40 entreprises.
Le secteur agricole reste important :
- élevage de porcs et de veaux;
- production laitière et sa transformation (beurre, fromage Chabichou)
- production légumière (melons)
- production de safran
- viticulture

Selon la Direction régionale de l'Alimentation, de l'Agriculture et de la Forêt de Poitou-Charentes, il n'y a plus que 17 exploitations agricoles en 2010 contre 21 en 2000.
Les surfaces agricoles utilisées ont légèrement augmenté et sont passées de 1 347 hectares en 2000 à 1 471 hectares en 2010. Ces chiffres indiquent une concentration des terres sur un nombre plus faible d’exploitations. Cette tendance est conforme à l’évolution constatée sur tout le département de la Vienne puisque de 2000 à 2007, chaque exploitation a gagné en moyenne 20 hectares.
46 % des surfaces agricoles sont destinées à la culture des céréales (blé tendre essentiellement et orges), 38 % pour les oléagineux (colza majoritairement et tournesol), 8 % pour le fourrage et 1 % reste en herbes. En 2000,2 hectares (0 en 2010) étaient consacrés à la vigne.
4 exploitations en 2010 (contre 6 en 2000) abritent un petit élevage de bovins (198 têtes en 2010 contre 310 têtes en 2000). 4 exploitations en 2010 (contre 8 en 2000) abritent un élevage de volailles (35 têtes en 2010 contre 158 têtes en 2000).

## Culture locale et patrimoine

### Lieux et monuments

#### Patrimoine religieux

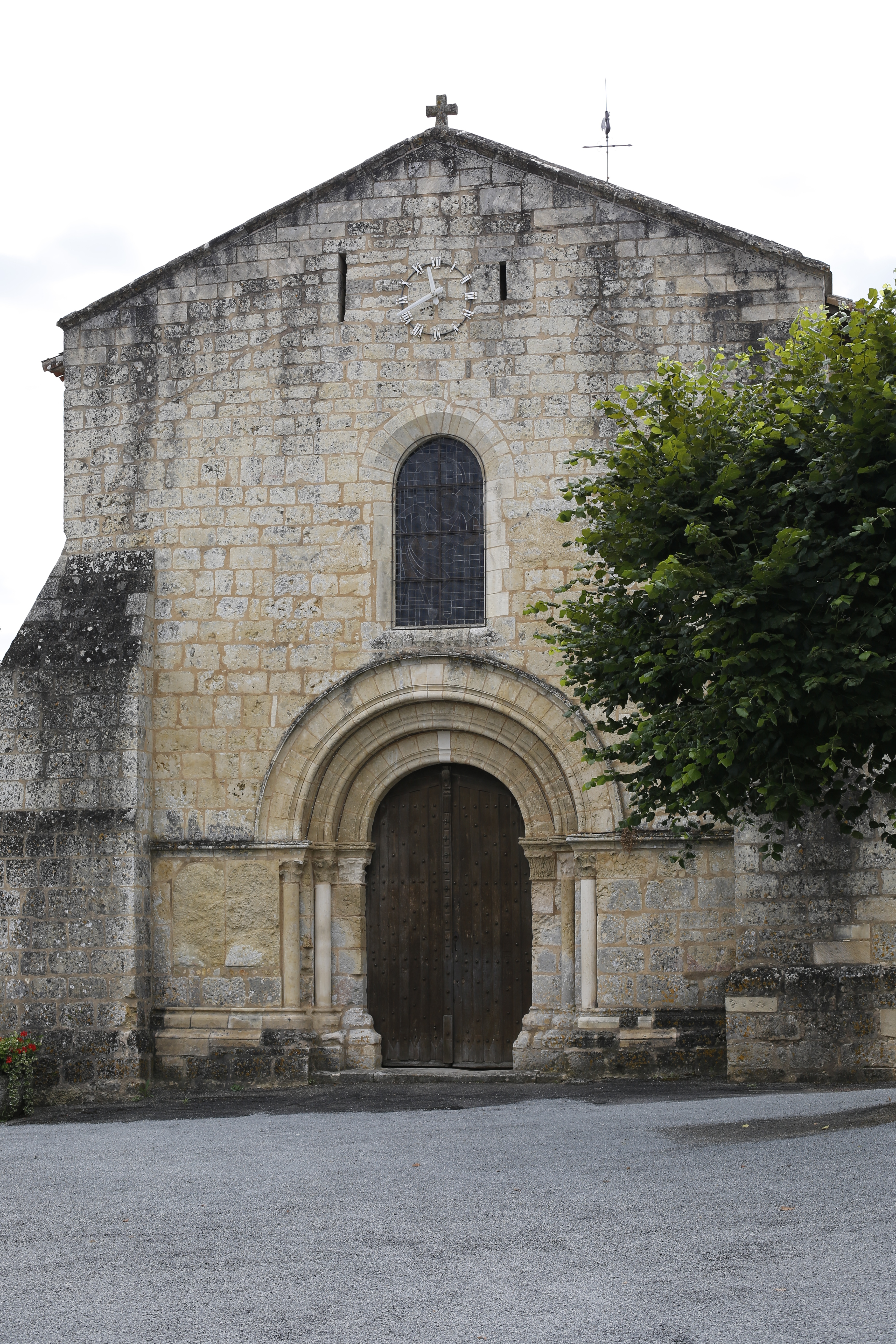
La façade sur la place.
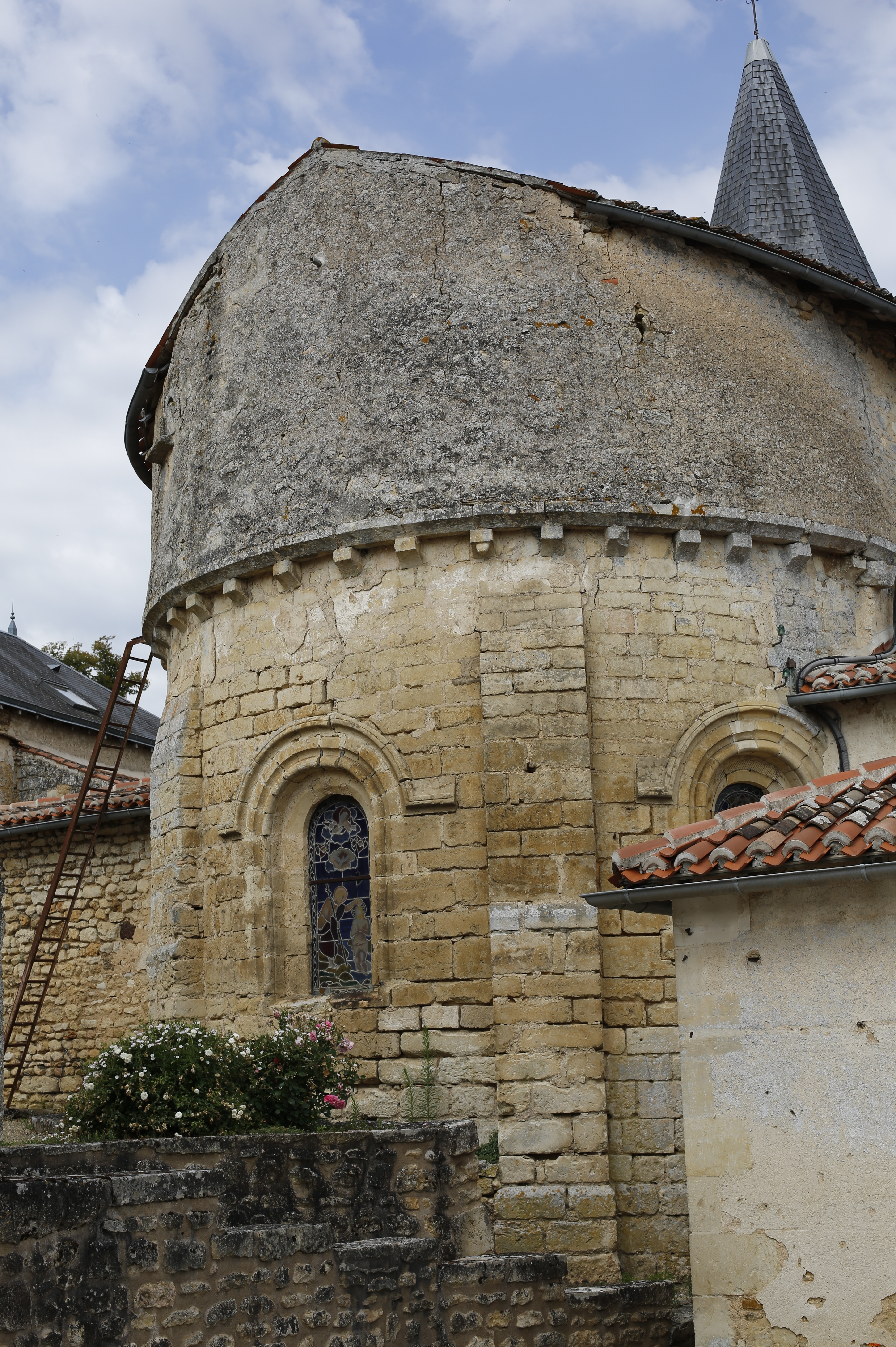
Le chœur.

- Église de Chiré date du XIIe siècle. Elle est dédiée à Saint Jean-Baptiste. Elle est inscrite comme Monument Historique depuis 1942[30].

#### Patrimoine civil

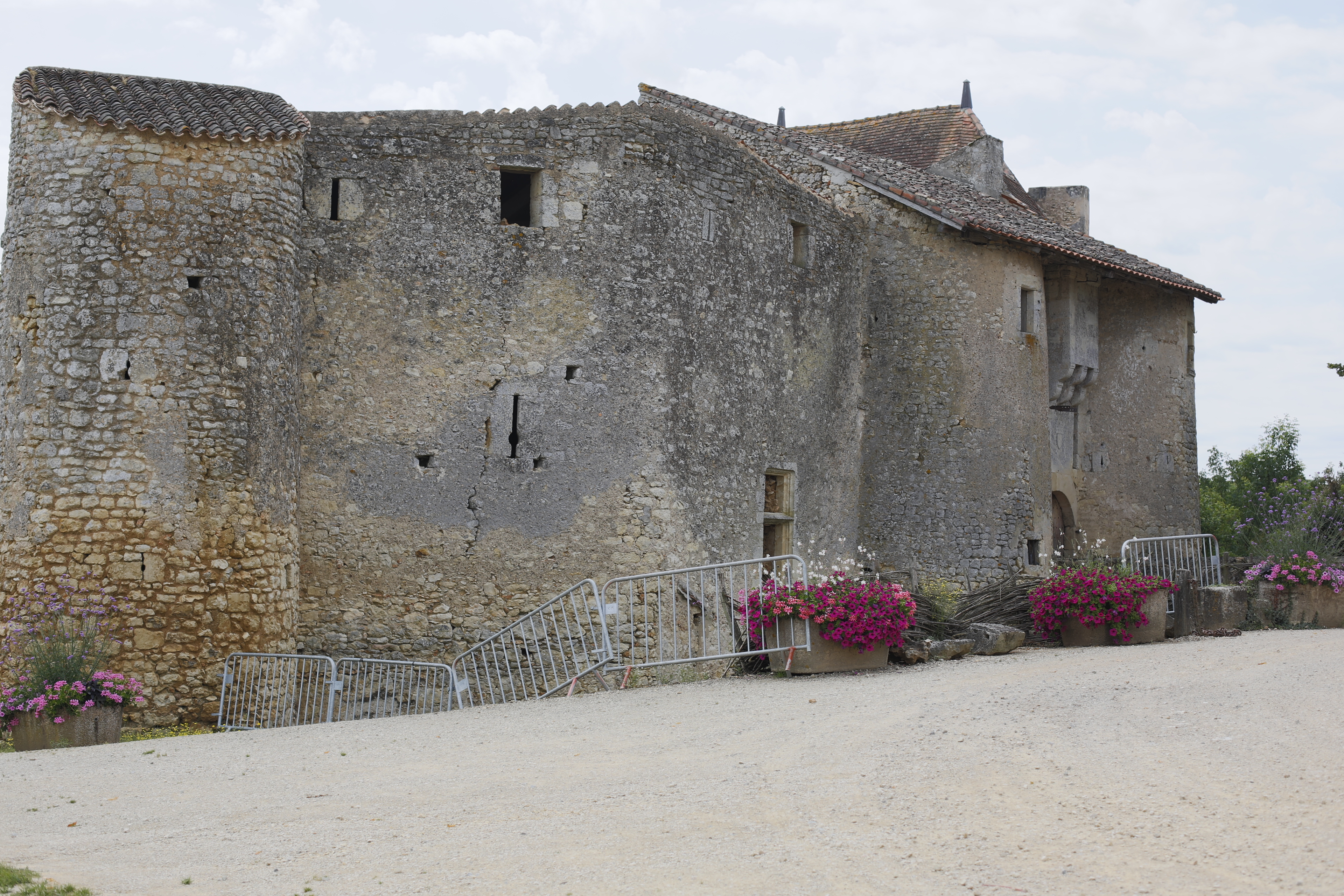
Château de Chiré : le logis.
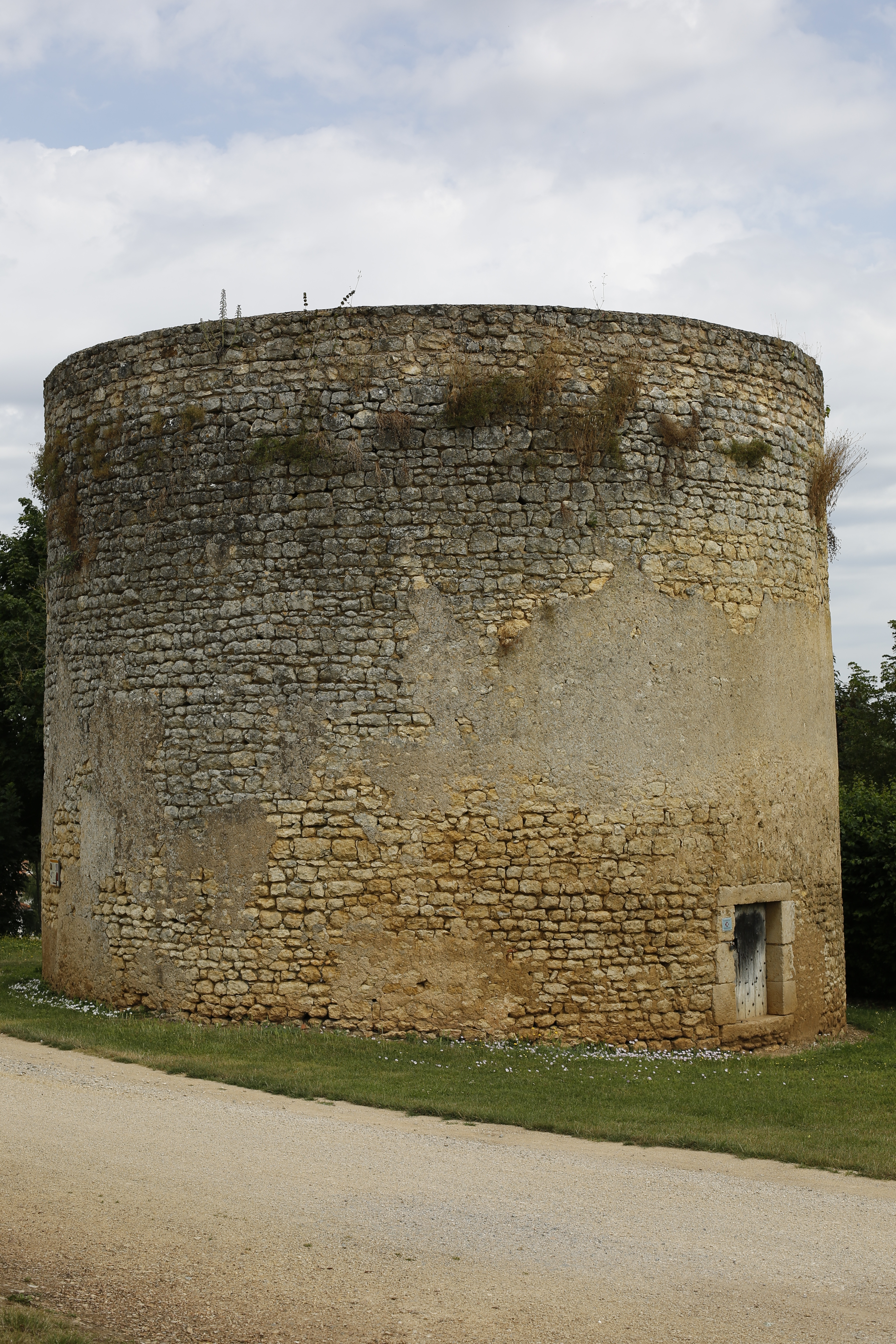
Château de Chiré : le pigeonnier.
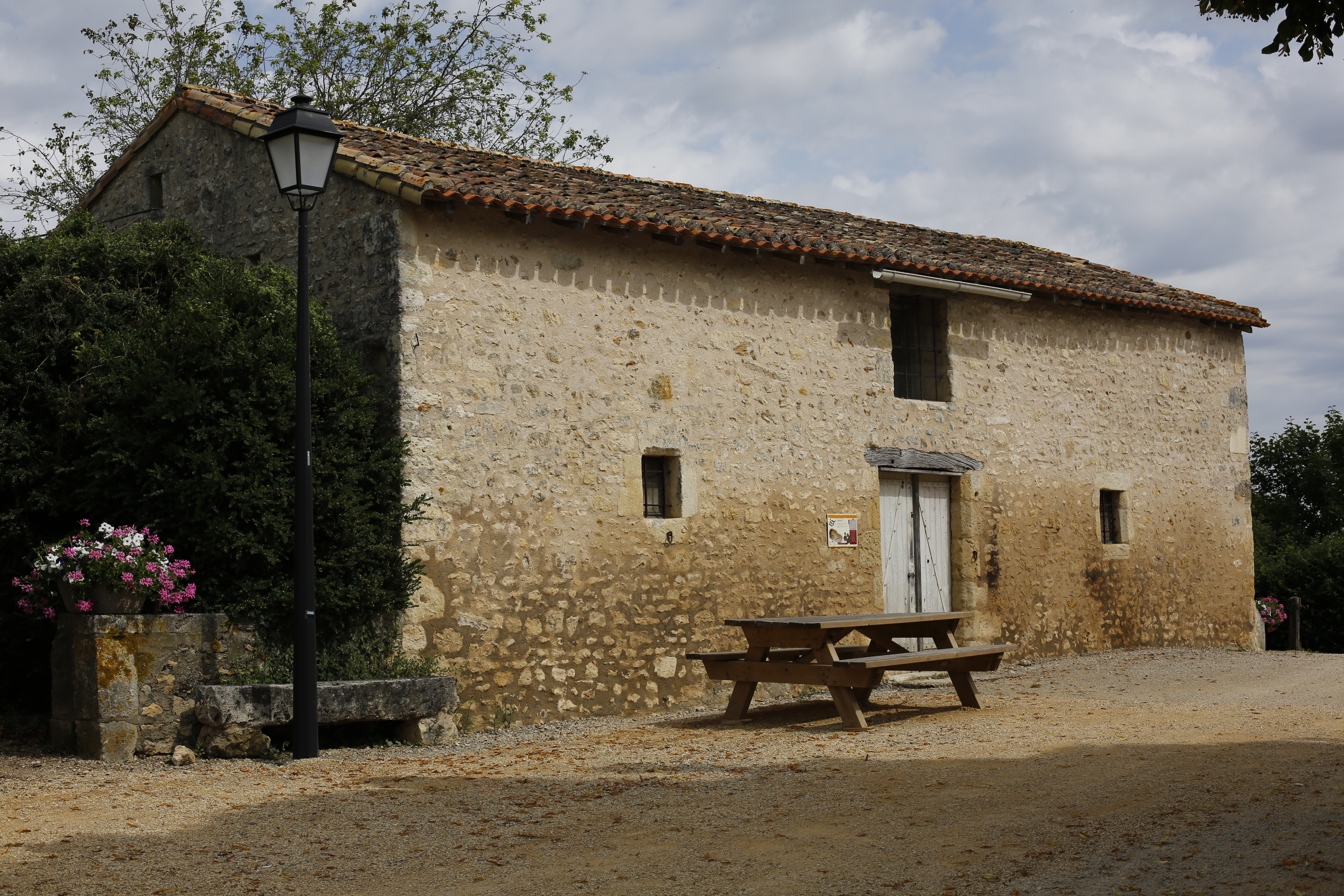
Château de Chiré : les communs.

- Le château de la Chèze.
- Le château de Chiré est inscrit comme Monument Historique depuis 1998 pour ses communs, son logis et son pigeonnier[31]. Il date du XVe siècle. Il a été construit sur un important éperon rocheux qui domine le village et les vallées de l'Auxance et de la Vendelogne. Le château a été édifié autour d'une tour carrée de 12 mètres de côté. En effet, la construction originelle était un château féodal défensif, sans ouverture sur l'extérieur, en dehors de la porte du châtelet d'accès. Le château appartenait aux seigneurs de Montreuil-Bonnin, vassaux directs des comtes de Poitou. Des ouvertures sont aménagées au moment de la Renaissance. Mais ces dernières sont obstruées lors des guerres de Religion. Le château est en partie arasé sur ordre du duc de Montpensier en 1574, après la défaite des Huguenots à Moncontour en 1569. Au  XVIIe siècle, les seigneurs de Chiré restaurent la forteresse pour en faire une demeure confortable. À partir de 1974, le château est abandonné. Il est racheté par la commune en 1992 qui a financé d'importants travaux de restauration. Il possède un souterrain refuge comportant 60 m de galeries. Le site seigneurial comporte des communs, un pigeonnier, une grange dimière de 360 m2.

### Patrimoine naturel
- Les Plaines du Mirebalais et du Neuvillois situées sur la commune sont des zones naturelles d’intérêt écologique, faunistique et floristique. Elles représentent 1 % de la surface du territoire. Ces plaines sont aussi protégées par la directive oiseaux qui a pour but de sauvegarder le biotope de certains oiseaux sauvages.

### Patrimoine industriel et technique
- Transports Verney Patrimoine œuvre pour la conservation de l'histoire du Groupe Verney (1890 - 2002), dont son siège social & le musée sont situées à Chiré-en-Montreuil.

### Personnalités liées à la commune
- Léon Saurois, maire de la commune lors de la Seconde Guerre mondiale, est connu notamment pour avoir refusé de livrer des habitants du village à l'envahisseur allemand[réf. nécessaire].
- Jean Auguy, fondateur, en 1964, des Éditions de Chiré et de Diffusion de la Pensée Française.